# L'Homme pluriel
 (juillet 2023).
Si vous disposez d'ouvrages ou d'articles de référence ou si vous connaissez des sites web de qualité traitant du thème abordé ici, merci de compléter l'article en donnant les références utiles à sa vérifiabilité et en les liant à la section « Notes et références ».
L'Homme pluriel est un essai sociologique de Bernard Lahire paru en 1998. 

## Analyse
Dans cet ouvrage, le sociologue français caractérise l'homme et la femme dans la pluralité de ses socialisations. En rupture avec une approche plus classique, celle de Peter L. Berger et Thomas Luckmann, qui définissent deux socialisations, une primaire et une autre secondaire, Lahire promeut l'idée de l'existence d'une diversité de socialisations, qui s'entrecroisent pour former un habitus aux influences diverses, non unifié,,. Lahire voit ainsi dans la révolution numérique et dans l'individuation des facteurs nouveaux de socialisation qui peuvent entrer en conflit ou confirmer les socialisations liées à la famille ou à l'éducation. 
Le concept d'homme pluriel concerne donc, dans une période où l'accès à l'information est de plus en plus facile dans les sociétés occidentales, la progressive individuation de l'individu qui se voit libre dans ses choix et donc rompt avec les traditionnelles instances de socialisation. Cependant, Lahire ne réfute pas la thèse selon laquelle l'homme ne serait nullement déterminé : liberté de choix signifie plus multiplication des possibilités de socialisation que son amoindrissement.
Pour Lahire, l’hétérogénéité des contextes sociaux fait que dès l’enfance, l’enfant est confronté à différents mondes sociaux. De plus, cette hétérogénéité n’est pas seulement successive mais aussi simultanée et même très précoce. De plus en plus les enfants ne sont pas seulement élevés par leurs parents, ils fréquentent des crèches et écoles maternelles et sont confrontés à des pairs très tôt. Ainsi, le monopole familial sur la socialisation primaire est fortement remis en cause : les individus ne vont pas intérioriser un habitus unifié mais un habitus diversifié, un stock de dispositions hétérogènes. On ne peut donc parler pour Lahire d’habitus unifié : les individus ne disposent plus d’un système de disposition générateur d’un style de vie unifié (système comme tout cohérent) mais plutôt d'un stock de dispositions hétérogènes qui constituent des répertoires dans lesquels les individus vont piocher en fonction de la situation sociale dans laquelle ils vivent. 